# 勒苏列
勒苏列（法語：Le Soulié，法語發音：[lə sulje]）是法国埃罗省的一个市镇，属于贝济耶区。

## 地理
勒苏列（43°33'5"N, 2°41'22"E）面积40.44 平方千米，位于法国奧克西塔尼大區埃罗省，该省份为法国南部沿海省份，南濒地中海，西南接奥德省，西北接塔恩省和阿韦龙省，东北与加尔省接壤。
与勒苏列接壤的市镇（或旧市镇、城区）包括：阿古河畔拉萨尔沃塔、昂格莱斯、库尔尼乌、里奥尔斯、圣庞斯德托米耶尔。

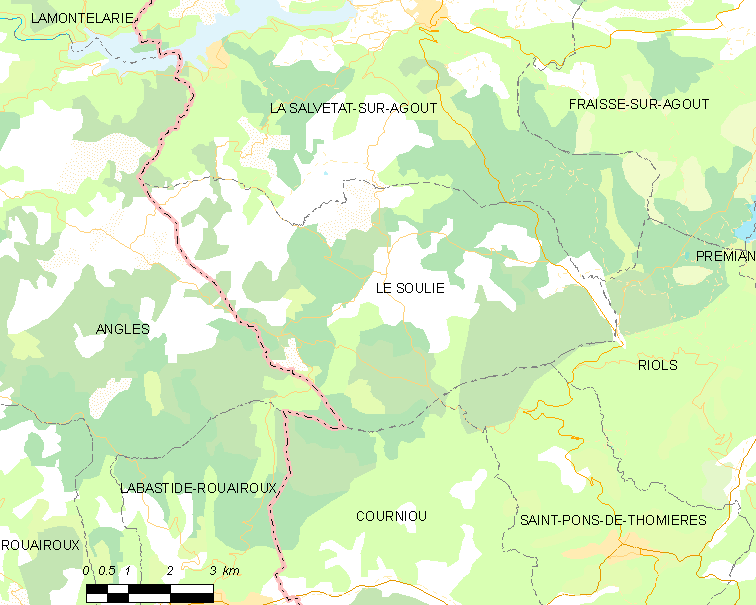
勒苏列的OSM定位图

勒苏列的时区为UTC+01:00、UTC+02:00（夏令时）。

## 行政
勒苏列的邮政编码为34330，INSEE市镇编码为34305。

## 政治
勒苏列所属的省级选区为圣庞斯德托米耶尔县。

## 人口

1962-2008年间勒苏列人口变化图示

勒苏列于2022年1月1日时的人口数量为133人。